# Noord-Zuidverbinding (Antwerpen)
De huidige Noord-Zuidverbinding is een geboorde tunnel die het Antwerpse Centraal Station een snellere verbinding bezorgt met het noorden van de stad en de provincie, en met Nederland. De verbinding is zo'n vier kilometer lang en gaat ondergronds tussen station Antwerpen-Berchem en Antwerpen-Centraal en komt bovengronds nabij station Antwerpen-Dam. Aan de bouw werd begonnen in 1998, en op 23 maart 2007 werd de verbinding geopend.

## Van kopstation naar doorgangsstation
Sinds 1873 was het Centraal Station in Antwerpen een kopstation; alle hier aangekomen treinen moesten dus in tegengestelde richting vertrekken. Voor binnenlandse treinen die Antwerpen als begin- en eindstation hebben was dit geen probleem, maar voor treinen van Brussel naar Nederland betekende dit een omweg en bovendien kostte het keren veel tijd. Daarom werd de Beneluxtrein in het begin met treinstellen Mat '57 (dubbelspanningversie van het Nederlandse Materieel '54) gereden, wat toen ongebruikelijk was, omdat internationale treinen destijds bestonden uit een locomotief met getrokken rijtuigen. Zo was in Antwerpen Centraal geen rangeerwerk nodig, maar kon de machinist in de andere cabine plaatsnemen.
In de eerste tijden reed één Mat '57 treinstel (twee rijtuigen) tussen Brussel en Roosendaal, waar deze trein werd aangekoppeld tot een Mat '54 uit Vlissingen; ze reden verder samen tot Amsterdam. Met het toenemende succes van de Beneluxtrein werd hij verlengd tot twee of zelfs drie treinstellen. De Beneluxtrein reed tussen Roosendaal en Amsterdam alternerend met de trein uit Vlissingen.
Begin jaren 70 werd duidelijk dat de groei van de Beneluxtreindienst structureel bleef, en in 1974 werd een oplossing gezocht in een trek-duwtrein, waarvoor de restauratierijtuigen RD werden voorzien van een stuurstand aan één kant. De NMBS leverde de locomotief, eerst reeks 25.5, een subreeks van reeks 25, omgebouwd tot dubbelspanning (Nederlandse 1.5 en Belgische 3 kilovolt), later reeks 11. Het kopmaken bleef veel tijd kosten, daarom stopten de Thalys en de Beneluxtrein enkel in het verder van het centrum gelegen station Antwerpen-Berchem. De internationale Intercitytrein (de Beneluxtrein) van Brussel naar Amsterdam stopte enkel in het weekend in het Centraal Station.
Het Centraal Station werd vanaf 1998 verbouwd en kreeg 3 niveaus en 14 perronsporen: het oorspronkelijke niveau +1 (6 kopsporen; sporen 1 t/m 6), het niveau -1 (4 kopsporen; sporen 11 t/m 14) en het niveau -2 (4 perronsporen die op 2 doorgaande sporen uitkomen; sporen 21 t/m 24). Op het gelijkvloerse niveau (0) is er een winkelgalerij.
Op 23 maart 2007 werd niveau -2 (spoorlijn 25) met de spoortunnel (twee tunnelkokers met elk een spoor) feestelijk officieel geopend in het bijzijn van onder anderen de Vlaamse minister voor mobiliteit Kathleen Van Brempt en de Antwerpse burgemeester Patrick Janssens. Sindsdien rijden de IC-treinen naar Essen, de IC-treinen naar Noorderkempen, de S-treinen naar Roosendaal, de Beneluxtrein, de Thalys en de Eurostar door de tunnel. Op 6 december 2007 werd in aanwezigheid van Sinterklaas en de Antwerpse burgemeester ook niveau -1 (spoorlijn 27) geopend.

## Hogesnelheidslijn naar Nederland
De verbinding vormt het begin van de HSL 4 / HSL-Zuid, die naar Amsterdam gaat via Rotterdam, met een zijtak naar Breda. In Breda stoppen geen klassieke hogesnelheidstreinen, maar de Beneluxtrein rijdt wel via Breda — waar hij kopmaakt. Kopmaken is dus steeds noodzakelijk, echter in Breda i.p.v. Antwerpen; en daarom blijven trek-duwtreinen in gebruik.

## Historie
In de beginjaren van de spoorwegen in België bestond er reeds een Antwerpse noord-zuidverbinding. Tussen 1854 en 1873 was er nog geen sprake van het Centraal Station en op dezelfde plaats was een doorgangsstation te vinden (station Antwerpen-Oost). De eerste spoorlijn naar het noorden van de provincie (de huidige spoorlijn 12) liep dwars door de stad naar het station Antwerpen-Dam. Vanwege de toename van het verkeer en de lange wachttijden aan de spoorwegovergangen, werd in 1873 het oostelijk ringspoor aangelegd; het station aan het Koningin Astridplein werd een kopstation.